# Oblus Naryn

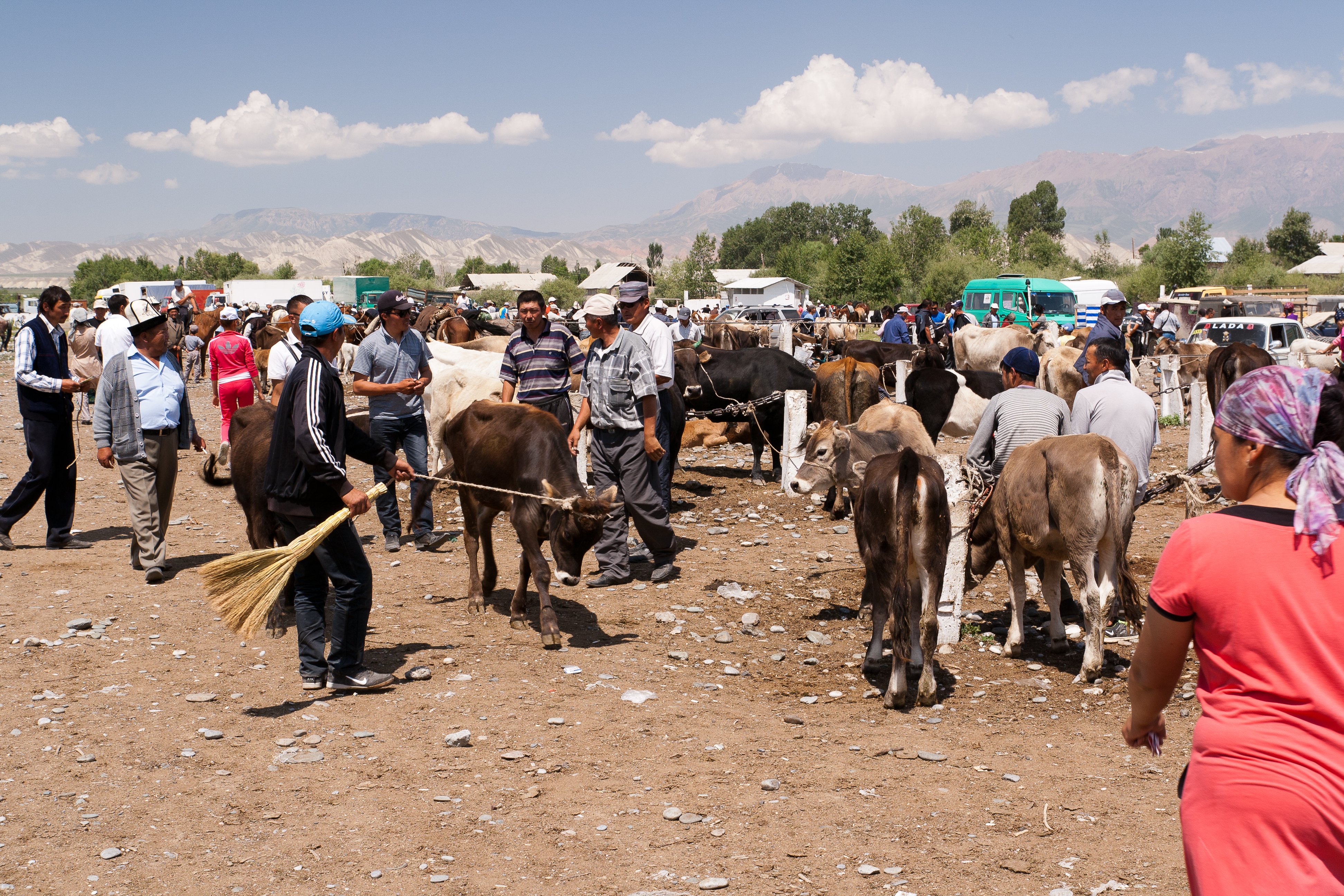
Lebendviehmarkt in Atbaschy

Das Oblus Naryn (kirgisisch Нарын облусу Naryn oblussu; russisch Нарынская область Narynskaja oblast) ist eines von sieben Gebieten (Oblus) der Republik Kirgisistan in Zentralasien.
Es liegt im Zentrum des Landes und wird von den Gebieten Tschüi, Yssyk-Köl, Osch und Dschalal-Abad sowie von China begrenzt. Der Oblus hat eine Fläche von 45.200 km² und etwa 306.600 Einwohner. Es wurde zu Zeiten der Kirgisischen Sowjetrepublik 1939 als Oblast Tjan-Schan (benannt nach dem Tian Shan) gegründet und führt seinen heutigen Namen seit 1990. Die Bevölkerungsdichte des größten kirgisischen Gebietes ist mit 7 Einwohnern pro km² die niedrigste des Landes. Naryn hat zudem die höchste Geburtenrate in Kirgisistan, 25,2 Geburten auf 1000 Einwohner im Jahr 2005. In Naryn leben zu 99 % Kirgisen. Der Name leitet sich vom Fluss Naryn und der gleichnamigen Stadt Naryn ab.
Das Verwaltungszentrum des Gebietes ist die Stadt Naryn.

## Geografie
Das Oblus Naryn besteht vorwiegend aus Hochgebirgen und Plateaus, die zumeist mehr als 2000 m hoch liegen. Im Norden befindet sich der Gebirgssee Song-Köl, der nach dem Yssyk-Köl zweitgrößte See des Landes. Ebenfalls befindet sich der Kölukök in diesem Gebiet. Der Fluss Naryn durchzieht das Oblus von Ost nach West und wird dabei mehrfach aufgestaut.

## Geschichte
Das Oblus (Oblast) Naryn wurde 1939 als Oblast Tien-Schan gegründet. 1962 wurde die Oblast aufgelöst, 1970 jedoch wiedergegründet. Den Namen Oblus Naryn erhielt es nach der Unabhängigkeit.
Bereits zu Zeiten der Sowjetunion war das Oblus aufgrund seiner abgelegenen Lage verhältnismäßig unterentwickelt. Nach der Unabhängigkeit verschärfte sich das Problem, in den 1990er-Jahren war Naryn das ärmste Gebiet Kirgistans. Um dem entgegenzuwirken, wurde die gesamte Region zu einem Zollfreigebiet deklariert.

## Verkehr
Wegen seiner verkehrstechnisch ungünstigen Lage zwischen mehreren Hochgebirgszügen ist das Oblus Naryn nur unzureichend erschlossen. Von den zwei größeren Straßen führt eine von Kotschkor (mit Anbindung von Bischkek) über den 3030 m hohen Dolon-Pass in die Hauptstadt des Gebiets. Nach Süden erreicht sie am 3752 m hohen Turugart-Pass die chinesische Grenze. Die andere Straße erschließt den Norden des Gebiets und verbindet Kotschkor über den 3586 m hohen Töö-Pass mit Kara-Balta, von wo aus ebenfalls eine Verbindung nach Bischkek besteht.
Aufgrund der gebirgigen Geographie besteht noch kein Anschluss an das Eisenbahnnetz. Die im Bau befindliche Bahnstrecke Balyktschy–Kara-Ketsche soll die Kohleminen in Kara-Ketsche im Oblus Naryn an das Eisenbahnnetz der Kyrgys Temir Dscholu anbinden und dabei auch in Kotschkor halten. Es soll auch Anschluss an die geplante Bahnstrecke Kaschgar–Andijon geben.

## Verwaltungsgliederung
Das Oblus Naryn ist in fünf Bezirke (Rajons) unterteilt. Die Stadt Naryn ist keinem Rajon unterstellt. Folgende Bezirke befinden sich in Naryn:
| Bezirksgliederung (Rajons) Oblus Naryn | Bezirksgliederung (Rajons) Oblus Naryn | Bezirksgliederung (Rajons) Oblus Naryn | Bezirksgliederung (Rajons) Oblus Naryn |
| Bezirk (Rajon)                         | Verwaltungs- sitz                      | Einwohner (2022)                       | Lage                                   |
| -------------------------------------- | -------------------------------------- | -------------------------------------- | -------------------------------------- |
| Ak-Talaa                               | Baetow                                 | 33.979                                 |                                        |
| Atbaschy                               | Atbaschy                               | 60.874                                 |                                        |
| Dschumgal                              | Tschajek                               | 48.513                                 |                                        |
| Kotschkor                              | Kotschkor                              | 68.962                                 |                                        |
| Naryn                                  | Naryn                                  | 52.564                                 |                                        |